# Svartkronad grönbulbyl
Svartkronad grönbulbyl (Arizelocichla nigriceps) är en fågel i familjen bulbyler inom ordningen tättingar.

## Utbredning och systematik
Svartkronad grönbulbyl delas upp i två underarter med följande utbredning:
- Arizelocichla nigriceps nigriceps – södra Kenya och norra Tanzania
- Arizelocichla nigriceps usambarae – sydöstra Kenya och nordöstra Tanzania

## Status
IUCN kategoriserar den som livskraftig, men inkluderar kikuyugrönbulbyl i arten.